# Kirchendemenreuth
Kirchendemenreuth – miejscowość i gmina w Niemczech, w kraju związkowym Bawaria, w rejencji Górny Palatynat, w regionie Oberpfalz-Nord, w powiecie Neustadt an der Waldnaab, wchodzi w skład wspólnoty administracyjnej Neustadt an der Waldnaab. Leży około 7 km na północny zachód od Neustadt an der Waldnaab, przy drodze B22.

## Dzielnice
W skład gminy wchodzą następujące dzielnice: Altenparkstein, Denkenreuth, Döltsch, Glasern, Hahnenmühle, Holzmühle, Hutzlmühle, Klobenreuth, Kirchendemenreuth, Kriegshut, Lenkermühle, Menzlhof, Obersdorf, Oed, Püllersreuth, Scherreuth, Staudenhof, Steinreuth i Wendersreuth.

## Demografia
| Rok  | Liczba mieszk. |
| ---- | -------------- |
| 1970 | 939            |
| 1987 | 952            |
| 2000 | 971            |

## Zabytki i atrakcje
- Kościół pw. św. Jana Baptysty (St. Johannes Baptist)